# Johann Jakob Sutter
Pour les articles homonymes, voir Sutter.
Johann Jakob Sutter, né le 12 avril 1812 à Bühler et mort le 27 novembre 1865 dans la même ville, est un homme politique et entrepreneur suisse. De 1848 à 1853, il est membre du Conseil national, de 1859 jusqu'à sa mort au Conseil des États.

## Biographie
Johann Jakob Sutter naît le 12 avril 1812 à Bühler.
Fils d'agriculteur, il reçoit son éducation dans une école privée, à l'école de la ville de Genève et dans un institut à Neuchâtel. Ce projet est financé par son frère Johann Ulrich Sutter, de vingt ans son aîné, qui est un entrepreneur textile prospère. Johann Jakob Sutter travaille d'abord pour l'entreprise de son frère jusqu'à ce qu'il fonde sa propre entreprise de fabrication de broderies fines. Il est un représentant du radicalisme libre et est considéré comme une personnalité ambitieuse avec des traits autoritaires.
De 1837 à 1845, il est membre du Gouvernement cantonal du Canton d'Appenzell Rhodes-Extérieures, après quoi il occupe le poste de gouverneur communal de Bühler. Il est élu au Conseil national lors des premières élections nationales en octobre 1848. Il est membre du Conseil national jusqu'en 1853, puis du gouvernement cantonal jusqu'en 1864. De 1858 à 1862, il préside la commission qui rédige la révision totale de la constitution cantonale. En 1859, il est élu au Conseil des États, où il reste jusqu'à sa mort.